# Olympe de Gouges
Olympe de Gouges (; n. 7 mai 1748, Montauban, Midi-Pyrénées, Franța – d. 3 noiembrie 1793, Paris, Prima Republică Franceză), născută Marie Gouze, a fost o dramaturgă din Franța, activistă politică ale cărei scrieri feministe și aboliționiste au avut o deosebită influență.

## Biografie
Și-a început cariera de dramaturg la începutul anilor 1780. Pe măsură ce în Franța tensiunile politice se acutizau, de Gouges s-a implicat din ce în ce mai mult în politică. La 1788 ea devenise o susținătoare vocală a îmbunătățirii situației sclavilor din colonii. În același timp, a început să scrie pamflete politice. Astăzi ea este cunoscută ca o precursoare a feminismului, care cerea ca femeile franceze să primească aceleași drepturi ca și bărbații. În Declarația drepturilor femeii și cetățenei (1791), ea a contestat practica autorității masculine și noțiunea de inegalitate între femei și bărbați. A fost ghilotinată în timpul Terorii pentru atacurile ei la adresa regimului lui Maximilien Robespierre și pentru relațiile ei strânse cu Girondinii.

## Vezi și
- Listă de piese de teatru franceze
- Listă de dramaturgi francezi